# Ханнан
Ханнан (яп. 阪南市 Ханнан-си) — город в Японии, находящийся в префектуре Осака. Площадь города составляет 36,10 км², население — 55 319 человек (1 августа 2014), плотность населения — 1532,38 чел./км².

## Географическое положение
Город расположен на острове Хонсю в префектуре Осака региона Кинки. С ним граничат города Сеннан, Вакаяма, Иваде и посёлок Мисаки.

## Население
Население города составляет 55 319 человек (1 августа 2014), а плотность — 1532,38 чел./км². Изменение численности населения с 1980 по 2005 годы:
| 1980 | 42 612 чел. |  |
| 1985 | 49 640 чел. |  |
| 1990 | 54 073 чел. |  |
| 1995 | 55 625 чел. |  |
| 2000 | 58 193 чел. |  |
| 2005 | 57 616 чел. |  |

## Символика
Деревом города считается сосна, цветком — Rhododendron indicum.